# Богословский, Владимир Александрович
Влади́мир Алекса́ндрович Богосло́вский (1872 — ?) — юрист, член Государственной думы II созыва от Екатеринославской губернии.

## Биография
Имел личное дворянство. Выпускник Керченской гимназии, затем окончил юридический факультет Киевского университета. Был служащим Московской судебной палате, позднее служил городским судьёй в Никополе. Имел чин титулярного советника. Владел земельной собственностью площадью 2200 десятин. Состоял в Конституционно-демократической партии.
6 февраля 1907 года был избран во II Государственную думу от общего состава выборщиков Екатеринославского губернского избирательного собрания. Вошёл в состав Конституционно-демократической фракции.
Дальнейшая судьба и дата смерти неизвестны.

### Архивы
- Российский государственный исторический архив. Фонд 1278. Опись 1 (2-й созыв). Дело 43; Дело 595. Лист 6.